# Puntius bandula
Puntius bandula är en fiskart som beskrevs av Maurice Kottelat och Pethiyagoda, 1991. Puntius bandula ingår i släktet Puntius och familjen karpfiskar. IUCN kategoriserar arten globalt som akut hotad. Inga underarter finns listade i Catalogue of Life.